# 도전! FAT 제로
《도전! FAT 제로》는 2004년부터 미국에서 방송되고 있는 다이어트 서바이벌 프로그램이다. 현재 시즌18까지 진행되었다.